# Relations entre l'Algérie et l'Indonésie
Les relations entre l’Algérie et l'Indonésie font référence aux relations bilatérales (en) de l'Algérie et de l'Indonésie. La relation entre les deux nations est surtout fondée sur la solidarité religieuse et anti-colonialiste, l'Indonésie et l'Algérie étant des pays à majorité musulmane qui sont aussi une fois tombé sous le colonialisme. L'Algérie a reconnu le rôle de l'Indonésie sur le soutien donnée sur l'obtention de l'indépendance algérienne en 1962. 

## Présentation
L'Algérie et l'Indonésie sont d'accord sur l'élargissement des coopérations et le renforcement des relations. Les deux pays sont convenus de préserver et d'approfondir le caractère privilégié des relations politiques à travers l'échange de visites officielles à tous les niveaux.

### Représentations officielles
L'Algérie a une ambassade à Jakarta qui est aussi accréditée à Singapour et Brunei, tandis que l'Indonésie a une ambassade à Alger.

### Organisations internationales
Les deux nations sont membres du mouvement des non-alignés, du Groupe des 77 et de l'Organisation de la coopération islamique (OCI).

## Histoire
L'Indonésie a activement soutenu l'Algérie dans leur lutte pour l'indépendance en établissant le Comité de soutien à la lutte pour l'indépendance des pays d'Afrique du Nord, présidé par le Premier ministre de l'Indonésie Muhammad Natsir en 1951. En 1955, l'Indonésie a organisé la Conférence afro-asiatique de Bandung , qui réclame l'indépendance et la décolonisation des pays asiatiques et africains du colonialisme européen. Bien qu'à l'époque l'Algérie était encore une colonie française, l'Indonésie a invité une délégation du FLN, conduite par Hocine Aït Ahmed et M'hamed Yazid, à assister à la conférence de Bandung et cela les a inspiré dans leur lutte. Le 27 septembre 1958, l'Indonésie est devenue l'un des premiers pays à reconnaître le Gouvernement provisoire de la République algérienne (GPRA), une semaine après sa proclamation. L’Algérie a finalement revendiqué l'indépendance de la France le 5 juillet 1962. Rapidement, l'Indonésie a été l'un des premiers pays qui a reconnu l'indépendance de l'Algérie, et de l'ambassade et son ambassade a été parmi les premières ambassades ouvertes à Alger en 1963.

## Échanges et Commerce
L’Algérie est le quatrième plus grand partenaire commercial de l'Indonésie en Afrique après l'Afrique du Sud, le Nigeria et l'Égypte, en 2011, la valeur des échanges a atteint 489.05 millions de dollars US et ont représenté 5,06 % du total des échanges commerciaux de l'Indonésie avec l'Afrique. Les principales exportations de l'Indonésie sont l'huile de palme, le café, le sucre, les fibres textiles, le poisson séché et le bois, en important du pétrole brut en provenance de l'Algérie.